# First Dates
First Dates är en brittisk reality-serie som har sänts på TV-kanalen Channel 4 sedan 20 juni 2013. Berättarröst till programmet görs av Brian Protheroe. Programmet är förlagan till SVT:s serie Första dejten med premiär hösten 2017.

## Format
TV-serien filmas på restaurangen Paternoster Chop House i centrala London, och följer en mängd par under deras första dejt. Inga av paren har träffat varandra tidigare. Vid slutet av dejten följer en kort intervju där de tillsammans får svara på frågan om de skulle vilja ses igen.
Hotellversionen av serien spelas in på Le Vieux Castillon i Castillon-du-Gard.

## Säsonger
Vanliga
| Säsong | Startdatum        | Slutdatum        | Avsnitt |
| ------ | ----------------- | ---------------- | ------- |
| 1      | 20 juni 2013      | 25 juli 2013     | 6       |
| 2      | 12 februari 2014  | 2 april 2014     | 8       |
| 3      | 6 mars 2015       | 29 april 2015    | 9       |
| 4      | 10 september 2015 | 17 december 2015 | 16      |
| 5      | 15 januari 2016   | 12 februari 2016 | 5       |
| 6      | 15 mars 2016      | 19 april 2016    | 6       |
| 7      | 9 augusti 2016    | 19 december 2016 | ?       |

Kändissäsong
| Säsong                            | Startdatum      | Slutdatum       | Avsnitt |
| --------------------------------- | --------------- | --------------- | ------- |
| Specialavsnitt Stand Up to Cancer | 12 oktober 2015 | 12 oktober 2015 | 1       |
| 1                                 | 8 juli 2016     | 29 juli 2016    | 4       |

First Dates Hotel
| Säsong | Startdatum     | Slutdatum       | Avsnitt |
| ------ | -------------- | --------------- | ------- |
| 1      | 2 januari 2017 | 6 februari 2017 | 6       |

## Specialavsnitt
Den 17 december 2015 sändes ett specialavsnitt av First Dates med underrubriken "The Proposal" ("frieriet"). I detta avsnitt sågs 5 par som varit på sin första dejt i tidigare avsnitt och sedan blivit tillsammans. Det innehöll också ett frieri, från Scott till Victoria, vars förstadejt hade filmats till säsong 4.

### Celebrity First Dates
Den 12 oktober 2015 hade en kändisversion av First Dates premiär. Versionen var en del av en insamlingskväll på Channel 4 för välgörenhetsändamålet Stand Up to Cancer. Celebriteterna som deltog var Jorgie Porter, en skådespelare från Hollyoaks; Anthea Turner, programledare; Jamie Laing från Made in Chelsea; och Alexandra Burke, sångare och vinnare av femte säsongen av brittiska The X Factor.
En kort säsong där brittiska kändisar deltog hade premiär den 8 juli 2016 med fyra avsnitt. 
- Avsnitt 1: Esther Rantzen, Jessica Wright, Will Bayley och Richard Blackwood
- Avsnitt 2: Ashleigh Butler, Jo Wood, Scarlett Moffatt och Preston
- Avsnitt 3: Brad Simpson, Natasha Hamilton, Bernie Clifton och Keegan Hirst
- Avsnitt 4: Daniel Brocklebank, Jessica Woodley, Siân Lloyd och Musharaf Asgar